# Gonomyia (Leiponeura) tersa
Gonomyia (Leiponeura) tersa is een tweevleugelige uit de familie steltmuggen (Limoniidae). De soort komt voor in het Neotropisch gebied.